# ام‌اس لودبروگ
ام‌اس لودبروگ (به انگلیسی: MS Lodbrog) یک کشتی است که طول آن ۱۴۰٫۳۳ متر (۴۶۰ فوت ۵ اینچ) می‌باشد. این کشتی در سال ۱۹۸۳ ساخته شد.